# Хрватска на Светском првенству у атлетици на отвореном 2011.
Хрватска је на 13. Светском првенству у атлетици на отвореном 2011. одржаном у Тегу од 27. августа до 4. септембра, учествовала десети пут, као самостална држава. Репрезентацију Хрватске представљало је 6 такмичара (3 мушкараца и 3 жене) који су се такмичили у 5 дисциплина (2 мушке и 3 женске).. Предводила их је светска првакиња у скоку увис са Светског првенства 2009. у Берлину Бланка Влашић,,
На овом првенству Хрватска је освојила једну сребрну медаљу. Овим успехом Хрватска атлетска репрезентација је заузела 24. место у укупном пласману од 202 земаља учеснице. Није било националних и личних рекорда. Само је Бланка Влашић постигла најбољи резултат сезоне..
| Плас. | Земља    | 1. место | 2. место | 3. место | 4. место | 5. место | 6. место | 7. место | 8. место | Бр. финал. | Бод. |
| ----- | -------- | -------- | -------- | -------- | -------- | -------- | -------- | -------- | -------- | ---------- | ---- |
| =41   | Хрватска | 0        | 1        | 0        | 0        | 0        | 0        | 0        | 0        | 1          | 7    |

## Учесници
| Мушкарци: - Мартин Марић — Бацање диска - Роланд Варга — Бацање диска - Андраш Хаклич — Бацање кладива | Жене: - Лиса Кристина Стублић — Маратон - Николина Хорват — 400 м препоне - Бланка Влашић — Скок увис |  |

Већина чланова хрватске репрезентације се квалификовало за Светско првенство постигавши задане норме у својим дисциплинама. У бацању диска за мушкарце, Мартин Марић је постигао норму у априлу 2011, а Ролан Варга, национални рекордер у истој дисциплини у јуну Хамер. Кладиваш Андраш Хаклитс квалификовао се средином августа бацањем 75,77 м, што је било довољно за Б норму.
Актуелна европска првакиња у бацању диска Сандра Перковића, се аутоматски квалификовала као првакиња, али је кажњена са шест месеци суспензије због употребе забрањених средстава. Бацачица диска Вера Бегић је испунила Б норму, али није изабрана за одлазак на Светско првенство.

## Освајачи медаља

### Сребро
- Бланка Влашић - скок увис

## Резултати

### Мушкарци
Техничке дисциплине
| Атлетичар     | Дисциплина     | Лични рекорд | Квалификације | Квалификације  | Финале                | Финале       | Детаљи |
| Атлетичар     | Дисциплина     | Лични рекорд | Резултат      | Место          | Резултат              | Место        | Детаљи |
| ------------- | -------------- | ------------ | ------------- | -------------- | --------------------- | ------------ | ------ |
| Мартин Марић  | Бацање диска   | 65,81        | 60,61         | 16. у гр. Б    | Нису се квалификовали | 26 / 30 (33) |        |
| Роланд Варга  | Бацање диска   | 67,20 НР     | 59,09         | 14. у гр. 1 КВ | Нису се квалификовали | 30 / 30 (33) |        |
| Андраш Хаклич | Бацање кладива | 80,41 НР     | 70,93         | 14. у гр. А    | Нису се квалификовали | 25 / 35      |        |

### Жене
| Атлетичарка           | Дисциплина    | Лични рекорд | Група    | Група           | Полуфинале | Полуфинале | Финале                | Финале       | Детаљи |
| Атлетичарка           | Дисциплина    | Лични рекорд | Резултат | Место           | Резултат   | Место      | Резултат              | Место        | Детаљи |
| --------------------- | ------------- | ------------ | -------- | --------------- | ---------- | ---------- | --------------------- | ------------ | ------ |
| Лиса Кристина Стублић | Маратон       | 2:30:46      |          |                 |            |            | 2:36:41               | 26 / 44 (55) |        |
| Николина Хорват       | 400 м препоне | 56,28 НР     | 56,69    | 6. у гр. 2 кв   | 57,02      | 8. у гр. 1 | Није се квалификовала | 22 / 38      |        |
| Бланка Влашић         | Скок увис     | 2,08 НР      | 1,95     | 1-3. у гр. Б КВ |            |            | 2,03 РС               |              |        |

Легенда: НР = национални рекорд, ЛР= лични рекорд, РС = Рекорд сезоне (најбољи резултат у сезони до почетка првества), КВ = квалификован (испунио норму), кв = квалификова (према резултату)